# Okrug Sobrance
Sobrance (slovački: Okres Sobrance) je okrug u istočnoj Slovačkoj na granici s Ukrajinom. Administrativno pripada  Košickom kraju, u okrugu živi 22 195 stanovnika, dok je gustoća naseljenosti 41,24 stan/km². Ukupna površina okruga je 538,15 km². Glavni grad okruga Sobrance je istoimeni grad Sobrance s 5789 stanovnika.

## Stanovništvo
| Godina:     | 1994.  | 2004.   | 2014.   | 2024.   |
| ----------- | ------ | ------- | ------- | ------- |
| Broj ljudi: | 23 742 | 23 447  | 22 765  | 22 195  |
| Razlika:    |        | −1,24 % | −2,90 % | −2,50 % |

| Godina:     | 2023.  | 2024.   |
| ----------- | ------ | ------- |
| Broj ljudi: | 22 226 | 22 195  |
| Razlika:    |        | −0,13 % |

## Gradovi
- Sobrance

## Općine
| - Baškovce - Beňatina - Bežovce - Blatná Polianka - Blatné Remety - Blatné Revištia - Bunkovce - Fekišovce - Hlivištia - Horňa - Husák - Choňkovce - Inovce - Jasenov - Jenkovce - Kolibabovce | - Koňuš - Koromľa - Krčava - Kristy - Lekárovce - Nižná Rybnica - Nižné Nemecké - Orechová - Ostrov - Petrovce - Pinkovce - Podhoroď - Porostov - Porúbka - Priekopa - Remetské Hámre | - Ruská Bystrá - Ruskovce - Ruský Hrabovec - Sejkov - Svätuš - Tašuľa - Tibava - Úbrež - Veľké Revištia - Vojnatina - Vyšná Rybnica - Vyšné Nemecké - Vyšné Remety - Záhor |